# CineAlta
Con el término CineAlta, Sony comercializa una serie de cámaras digitales profesionales de alta definición, con muchas características similares a las vídeocámaras de 35 mm.

## La marca CineAlta
Además de las cámaras, la marca CineAlta también engloba una serie de equipos utilizados en el proceso de la cinematografía digital, tales como grabadoras de vídeo, servidores de vídeo y proyectores de vídeo.

## Aspectos técnicos del formato
Las cámaras CineAlta graban en cintas HDCAM, discos XDCAM y tarjetas de memoria SxS. Varios formatos de filmación están disponibles, incluyendo 1920 × 1080 a 24 fotogramas por segundo y 4K nativo de un sensor de 20 megapixel (Sony CineAlta F65).

## Historia y uso en cinematografía
En el 2000, George Lucas anunció que iba a rodar Star Wars: Episodio II - El ataque de los clones completamente en digital: sería la primera película filmada de esta manera. Sony y Panavision desarrollaron un proyecto común para la producción de una cámara adecuada: el resultado fue el primer producto CineAlta, la Sony HDW-F900, también conocida como Panavision HD-900F.
Para la siguiente película de la trilogía, Star Wars: Episode III - Sith Revenge, se utilizó una cámara más avanzada, la HDC-950, con una resolución más alta y mejorada la reproducción de color. El vídeo 16:9 se redujo a una relación de aspecto de 2,35:1, reduciendo la resolución vertical a sólo 817 de las 1080 líneas disponibles. Ahora hay un anamórfico adicional de Canon que le permite filmar a 2.35:1 a resolución completa. La primera película filmada con esta técnica fue Salvador - de 26 años contra Manuel Herga, en 2006.
El arca rusa se produjo utilizando una técnica de grabación sin comprimir: Sony HDW-F900. La grabación se realizó en un disco duro que puede contener 100 minutos de vídeo, lo que permite el procesamiento de la película, que consiste en un solo plano secuencia de 90 minutos. Se hicieron cuatro intentos de filmación, tres de los cuales fueron interrumpidos por errores técnicos, mientras que el cuarto tuvo éxito. En el DVD de la película hay extras que documentan la tecnología utilizada.

## Películas filmadas con equipos CineAlta
- All About Lily Chou-Chou (2001, filmada en agosto de 2000)
- Session 9 (2001, filmada Sept - Oct 2000)[1][2][3]
- Once Upon a Time in Mexico (2003, filmada en mayo de 2001)[4]

- Sky Captain and the World of Tomorrow

- Zebraman (2004)[5]
- Sin City (2005)[6]
- Crank (2006)
- U2 3D (2007)[7]

- Spy Kids 2 - L'isola dei sogni perduti
- Cloverfield
- Rachel Getting Married (2008)
- Yesterday Was a Lie (2008)
- Tetro (2009)
- Public Enemies (2009)
- Avatar (2009)
- Tron: Legacy (2010)
- Real Steel (2011)
- Sanctum (2011)
- The Sunset Limited (2011)
- Oblivion (2013)
- After Earth (2013)
- Café Society (2016)
- Gran Turismo (2023)

## Lista de cámaras de CineAlta
- Vídeocámara Sony CineAlta 4K PMW-F55

- F65
- F55
- F5
- F35
- SRW-9000PL
- F-23
- HDW-F900R
- HDC-F950
- HDC-1000W / 1500L
- PDW-F355
- PDW-F335
- PMW-EX1
- PMW-EX3
- PMW-F3